# 돌핀 브라우저
돌핀 브라우저(영어: Dolphin Browser)는 모보탭이 개발한 모바일 브라우저로서 안드로이드와 iOS 버전이 있다. 웹 키트 엔진 기반이지만 몇몇 버전에서는 자체 엔진을 사용한다. 안드로이드 운영 체제에서 2009년 10월에, iOS에서는 2011년 8월 출시된 최초의 대체 브라우저 중 하나였으며 한국어 버전은 안드로이드와 iOS에서 모두 2012년 2월 1일에 출시되었다. 멀티 터치를 도입한 브라우저이며 제스처 기능과 다양한 애드온, 플래시를 지원한다. 안드로이드 운영 체제에서는 미니 버전도 존재한다. 삼성의 운영체제인 바다에 기본 탑재된 '돌핀 브라우저 (Dolfin Browser)'와는 별개의 제품이다.
미국 IT 전문지 PC 매거진에서 2011년 최고의 아이폰 및 아이패드용 무료앱으로 뽑았으며 미국 CNET에서도 2011년 안드로이드 최고 100개 앱 중 하나로 선정했다.

## 같이 보기
- 웹 브라우저 목록